# Municipio de Ardenhurst
El municipio de Ardenhurst (en inglés: Ardenhurst Township) es un municipio ubicado en el condado de Itasca en el estado estadounidense de Minnesota. En el año 2010 tenía una población de 164 habitantes y una densidad poblacional de 1,81 personas por km².

## Geografía
El municipio de Ardenhurst se encuentra ubicado en las coordenadas 47°47′3″N 94°12′3″O / 47.78417, -94.20083. Según la Oficina del Censo de los Estados Unidos, el municipio tiene una superficie total de 90.74 km², de la cual 76,29 km² corresponden a tierra firme y (15,92 %) 14,44 km² es agua.

## Demografía
Según el censo de 2010, había 164 personas residiendo en el municipio de Ardenhurst. La densidad de población era de 1,81 hab./km². De los 164 habitantes, el municipio de Ardenhurst estaba compuesto por el 98,17 % blancos, el 0,61 % eran amerindios, el 1,22 % eran de otras razas. Del total de la población el 4,88 % eran hispanos o latinos de cualquier raza.